# Centro de Investigación y Docencia Económica
Das Centro de Investigación y Docencia Económica (CIDE) („Zentrum für wirtschaftswissenschaftliche Forschung und Lehre“) ist eine der renommiertesten mexikanischen Hochschulen. Der Schwerpunkt der Hochschule liegt auf Wirtschafts- und Sozialwissenschaften.

## Fakultäten
Das CIDE hat sechs Fakultäten:
- Verwaltungswissenschaft
- Wirtschaftswissenschaft
- Internationale Studien
- Rechtswissenschaft
- Politikwissenschaft
- Geschichtswissenschaft

## Dozenten
Das CIDE beschäftigt Gastdozenten aus der ganzen Welt, insbesondere aber aus den USA, Lateinamerika und England, während der Anteil fester Dozenten verhältnismäßig gering ist. Bekannte Dozenten waren:
- José Miguel Insulza
- Luis Carlos Ugalde
- Bernardo Sepúlveda Amor